# Hohnack
Ne doit pas être confondu avec Hohneck.
Le Hohnack est une montagne située dans les Vosges alsaciennes, dans le département français du Haut-Rhin. Elle est constituée de deux sommets : le Petit Hohnack culminant à 927 m d'altitude et le Grand Hohnack culminant à 982 m. On y trouve des roches à cupules et les ruines du château médiéval du Petit Hohnack (ou Hohenack), plus haut château d'Alsace, situé à 940 m d'altitude.
Actuellement ces sommets sont très arpentés par les randonneurs durant leurs parcours des balades en Alsace. Le paysage alentour est fait de hauts plateaux vallonnés où alternent prairies, forêts et collines. La commune de Labaroche se trouve à proximité des sommets.

## Itinéraire du parcours pédestre
- Croix de Wihr
- Sommet du Grand Hohnack
- Giragoutte
- La Trinque
- Château du Petit Hohnack
- Croix de Wihr